# Kim Yeong-su
Kim Yeong-su (김영수?; 1927) è stato un cestista sudcoreano.

## Carriera
Con la Corea del Sud ha disputato le Olimpiadi del 1956.